# Staffan Tällberg
Curt Staffan Tällberg (Bollnäs, 17 aprile 1970) è un ex saltatore con gli sci svedese.
È fratello di Per-Inge, a sua volta saltatore con gli sci di alto livello.

## Biografia
In Coppa del Mondo esordì il 30 dicembre 1986 a Oberstdorf (81°), ottenne il primo podio il 20 dicembre 1987 a Sapporo (3°) e l'unica vittoria il 23 marzo 1991 a Planica.
In carriera prese parte a tre edizioni dei Giochi olimpici invernali, Calgary 1988 (8° nel trampolino normale, 8° nel trampolino lungo, 7° nella gara a squadre), Albertville 1992 (35° nel trampolino normale, 27° nel trampolino lungo, 9° nella gara a squadre) e Lillehammer 1994 (34° nel trampolino normale, 56° nel trampolino lungo, 10° nella gara a squadre), a quattro dei Campionati mondiali (5° nella gara a squadre a Lahti 1989 il miglior piazzamento) e a due dei Mondiali di volo (16° a Harrachov 1992 il miglior piazzamento).

## Palmarès

### Mondiali juniores
- 2 medaglie:
  - 1 argento (K90 a Saalfelden 1988)
  - 1 bronzo (K90 a Vang/Hamar 1989)

### Coppa del Mondo
- Miglior piazzamento in classifica generale: 12º nel 1988 e nel 1991
- 7 podi (tutti individuali):
  - 1 vittoria
  - 2 secondi posti
  - 4 terzi posti

#### Coppa del Mondo - vittorie
| Data          | Località | Nazione    | Trampolino     |
| ------------- | -------- | ---------- | -------------- |
| 23 marzo 1991 | Planica  | Jugoslavia | Letalnica K185 |

#### Torneo dei quattro trampolini
- 2 podi di tappa[2]:
  - 1 secondo posto
  - 1 terzo posto